# Tous les garçons et les filles
Tous les garçons et les filles è un brano musicale scritto e interpretato da Françoise Hardy nel 1962. 
La canzone esprime i sentimenti di un'adolescente che non ha mai conosciuto l'amore e guarda con rimpianto le coppie innamorate della sua età.

## Versioni in italiano
Nel 1963 l'artista ne realizzò una versione in italiano, con testi di Vito Pallavicini, dal titolo Quelli della mia età, con l'arrangiamento dell'orchestra di Ezio Leoni. Pubblicata nel febbraio 1963 come lato B del disco a 45 giri Ci sto/Quelli della mia età, raggiunse il primo posto in classifica nella hit parade e fu il disco più venduto in Italia in quell'anno.
Nel settembre dello stesso anno, fu inserita nell'LP Françoise Hardy. 
La versione di Catherine Spaak era stata pubblicata dalla Dischi Ricordi nel 45 giri Quelli della mia età/Ho scherzato con il cuore e, sempre nello stesso anno, inserito nell'album Catherine Spaak.